# 블루포인트 게임스
블루포인트 게임스(Bluepoint Games)는 텍사스주 오스틴에 위치한 미국의 비디오 게임 개발사이다. 2006년 앤디 오닐과 마코 스러시에 의해 설립된 이 스튜디오는 비디오 게임 디지털 리마스터링, 리메이크 게임으로 알려져 있다. 소니 인터랙티브 엔터테인먼트는 2021년 9월 블루포인트 게임스를 인수했다.

## 개발한 게임
- 플라워 (비디오 게임) (포팅)
- 타이탄폴 (비디오 게임) (포팅)
- 그래비티 러시 리마스터